# Nonnas
Nonnas är en amerikansk komedifilm som hade premiär på strömningstjänsten Netflix den 9 maj 2025. Filmen är regisserad av Stephen Chbosky efter ett manus skrivet av Liz Maccie.

## Handling
Filmen handlar om Joe Scaravella, som inser att han har slösat tid som singel på ett jobb utan framtid. Han längtar efter en andra chans och öppnar därför en restaurang och anställer ett gäng mormödrar som kockar.

## Rollista (i urval)
- Vince Vaughn – Joe Scaravella
- Susan Sarandon – Gia
- Lorraine Bracco – Roberta
- Talia Shire – Teresa
- Brenda Vaccaro – Antonella
- Linda Cardellini – Olivia
- Drea de Matteo – Stella
- Joe Manganiello – Bruno
- Michael Rispoli – Al
- Campbell Scott – Edward Durant